# Guerras búlgaro-otomanas
Las guerras búlgaro-otomanas fueron libradas entre el desintegrado Imperio búlgaro y el nuevo emergente poder túrquico, los turcos otomanos en la segunda mitad del siglo XIV y principios del siglo XV. La guerra terminó con el colapso del una vez poderoso Imperio búlgaro en 1422. Los búlgaros restablecieron su estado después de casi cinco siglos de dominación otomana en 1878. Como resultado de las guerras el Imperio otomano expandió enormemente su territorio en la península balcánica, extendiéndose desde el río Danubio hasta el mar Egeo. En Bulgaria, este período suele describirse como la lucha del pueblo búlgaro contra los invasores otomanos.

## La situación en los Balcanes en vísperas de la invasión otomana
Desde el siglo XIII, los dos principales poderes balcánicos, Bizancio y Bulgaria, que solían ser Estados fuertemente centralizados, comenzaron un lento proceso de descentralización cuando los señores feudales locales se hicieron más fuertes y más independientes de los emperadores de Constantinopla y Tarnovo debilitando su poder militar y económico. Estos procesos se hicieron aún más fuertes en el siglo XIV con los numerosos nobles que sólo estaban nominalmente sometidos al gobierno central. En Bulgaria la poderosa Casa de Shishman gobernaba la provincia de Vidin al oeste, mientras que al este el noble Balik trataba de conseguir una mayor independencia de Tarnovo.
Mientras los dos imperios se enfrentaban a enormes dificultades internas, los serbios aprovecharon la favorable oportunidad para expandir su reino. Durante la guerra civil bizantina de 1321-1328 estos lograron conquistar la mayor parte de Macedonia, que estaba en ese momento en manos bizantinas. En 1330 los serbios derrotaron al emperador búlgaro Miguel Shishman en Velbazhd y emergieron como el estado más poderoso de la región y en 1346 su rey Esteban Uroš IV Dušan recibió el título imperial con la bendición del emperador búlgaro Iván Alejandro. Sin embargo, después de su muerte en 1355, su gran imperio se desintegró en numerosos estados completamente independientes. Al mismo tiempo, en Bulgaria, Iván Alejandro dio el gobierno de Vidin a su primer hijo, Iván Sracimir en 1356 y en Dobruja gobernó el déspota Dobrotitsa que fue sometido nominalmente a él. En 1341-1347 el Imperio bizantino se envolvió en una sangrienta guerra civil entre Juan V Paleólogo y Juan VI Cantacuceno.
A mediados de siglo la península balcánica estaba dividida en decenas de pequeños estados en constante guerra o conspirando uno contra el otro con ni un solo país fuerte con un gran ejército. Además de los principales países ortodoxos como Bulgaria, Serbia y Bizancio, había un número de posesiones católicas hacia el oeste y el sur en manos de Venecia, Génova y el Reino de Hungría así como el Reino de Bosnia cuya Iglesia bosnia (estrechamente relacionada con los bogomilos) fue considerada herética por ortodoxos y católicos. La diversidad religiosa fue otra fuente de las constantes tensiones en la región.

## Acciones militares durante el reinado de Iván Alejandro
Durante la guerra civil en Bizancio tanto Paleólogo como Cantacuceno estaban tratando de encontrar aliados externos y utilizaron mercenarios extranjeros. El emperador búlgaro apoyó al primer oponente cuyo bastión era Constantinopla. Juan Cantacuceno por otro lado regularmente contrató mercenarios turcos otomanos de Asia Menor, cuyas bandas pronto se convirtieron en algo común en Tracia. A pesar de ser sus aliados, los bizantinos no podían controlarlos totalmente y ellos arruinaron la región y lanzaron ataques regulares en el territorio búlgaro para saquear los pueblos.

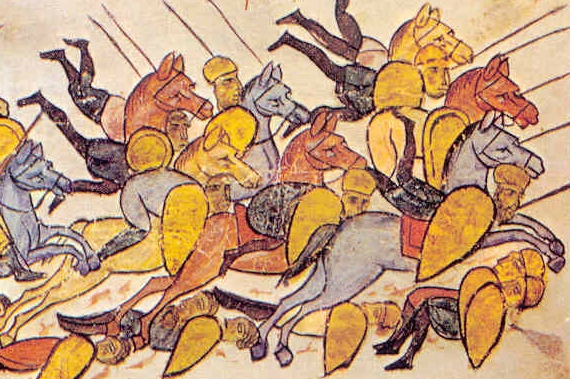
El ejército de Momchil enfrentando al enemigo.

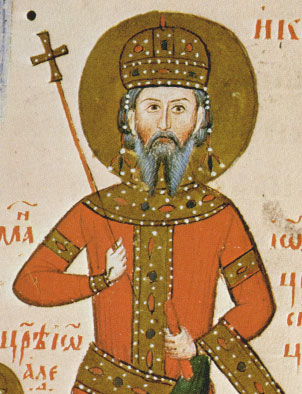
El emperador Iván Alejandro.

Momchil, el señor independiente búlgaro de las regiones de las Ródope y el mar Egeo cuyo ejército alcanzó los dos mil hombres, intervino señaladamente en la guerra civil bizantina en 1344. Al principio apoyó a Juan Cantacuceno, pero a partir de la primavera de 1344 renegó de él debido a las atrocidades de sus aliados otomanos. En junio derrotó a la flota otomana cerca de la bahía de Portogalos: envió barcos que quemaron durante la noche las naves enemigas ancladas. Poco después de este éxito él venció al ejército de Cantacuceno en Mosinópolis.
Fue uno de los primeros señores de la región que se dieron cuenta de la amenaza que suponían los otomanos. Solicitó ayuda tanto a los emperadores de Bizancio como a los Bulgaria, en vano. Continuó pese a todo la resistencia en la parte oriental de las montañas Ródope. En mayo de 1345 los turcos dirigidos por Umur el León marcharon desde Asia Menor hasta la península de los Balcanes e hicieron una incursión devastadora en el territorio búlgaro alejando a muchas personas y ganado. Poco después, el 7 de julio de 1345, las fuerzas turcas de Umur bey, superiores en número, vencieron a las búlgaras en la batalla de Peritor, cerca de la capital de Momchil (Xanthi) y este pereció en la batalla.
Durante las guerras civiles bizantinas, Iván Alejandro recuperó el control de varias ciudades de Tracia y el Ródope pero sus frecuentes intromisiones en los asuntos internos de Bizancio impidieron cualquier estrechamiento de relaciones entre los dos países a pesar de que estaban en paz desde 1332. En 1352 los ejércitos turcos invadieron Bulgaria, devastaron las tierras meridionales y regresaron con un gran botín. Aytos, Diampol y Plovdiv sufrieron más. En ese mismo año los otomanos se apoderaron de su primera fortaleza en los Balcanes, Tsimpe, en la península de Galípoli. Entre 1352 y 1354 asolaron las comarcas de Yambol y Plovdiv, así como el curso bajo de los ríos Maritsa y Tundzha.
En 1355 los otomanos emprendieron una campaña en dirección a Sofía y fueron atacados por un ejército búlgaro que mandaba el primogénito y heredero de Iván Alejandro, Miguel Asen, en las cercanías de la ciudad, probablemente alrededor de Ihtiman. En la batalla subsiguiente los turcos se impusieron. Los dos bandos sufrieron copiosas bajas entre las que se contó el joven Miguel Asen, pero al final los turcos alcanzaron Sofía.

### La alianza estéril
La derrota alarmó no solamente a Tarnovo sino también a Constantinopla: Juan Cantacuceno tuvo que abdicar. Así uno de los principales responsables de la invasión otomana fue retirado de la escena política. Frente a esa amenaza, Bulgaria y Bizancio hicieron un intento de acercamiento. En 1355 la hija del emperador búlgaro, Keratsa se casó con el hijo del nuevo emperador bizantino Juan V, el infante Andrónico IV. Las nuevas relaciones entre las casas de Tarnovo y Constantinopla habían sido perjudiciales para los invasores, pero a pesar de la expectativa el acuerdo no valió la pena.

Las tierras búlgaras a mediados del siglo xiv en vísperas de la invasión otomana.

En ese período los imperios búlgaro y bizantino fueron una vez más la principal potencia política en la península y los únicos países que fueron capaces de detener la penetración de los turcos otomanos y resistirse seriamente ante ellos. Después de la muerte de Esteban Dusan el 20 de diciembre de 1355 Serbia perdió su influencia política con la separación de su gran país en muchos estados. Entre 1354 y 1364 los turcos se hicieron dueños de Tracia y una serie de castillos y pueblos importantes cayeron bajo sus ataques incluyendo Plovdiv y Stara Zagora. A finales de la década de 1350 algunas compañías otomanas incluso llegaron a los alrededores de la capital y el emperador tomó las precauciones necesarias para reparar los muros deteriorados de la misma. Se sabe por los registros del cronista otomano Seadeddin y otras crónicas que el avance otomano entre 1359 y 1364 implicó destrucciones enormes y la despoblación total de ciertas áreas. Muchas ciudades fueron devastadas (Plovdiv, Stara Zagora, Sliven) mientras que otras como Venets y Sotirgrad desaparecieron para siempre. La devastación fue acompañada por la masacre en masa o deportación de la población a Asia Menor.
No solo hubo una total falta de coordinación entre los dos imperios sino que también reñían por los puertos del mar Negro de Nessebar y Pomorie que los búlgaros defendieron con éxito en 1364. La guerra arruinó completamente la relación entre los dos estados.

### Los últimos años de Iván Alejandro
Aparte de la amenaza del sur, Bulgaria tenía otros problemas: en 1365 el rey Luis I de Hungría invadió el noroeste del imperio, sitió la gran fortaleza de Vidin y capturó al hijo mayor del emperador, Iván Sracimir. En vanos intentos por reconquistar Vidin Iván Alejandro incluso utilizó mercenarios otomanos. Sin embargo, en el verano de 1369 el emperador búlgaro restauró su autoridad en la provincia de Vidin con la ayuda del voivoda de Valaquia Vladislav I pero este resultó ser su último éxito; falleció el 17 de febrero de 1371.
Las tierras búlgaras fueron divididas en varios estados independientes tras la muerte de Iván Alejandro. La mayor parte de la zona con el centro de Tarnovo quedó en poder de su tercer hijo, Iván Shishman; en Vidin gobernó su primogénito, Iván Sracimir; el déspota Dobrotitsa dominaba Dobruya; y Macedonia fue dividida en varios estados gobernados por nobles feudales serbios.

## Batalla de Chernomen y sus Consecuencias
En 1371 dos señores feudales en Macedonia Organizaron una campaña contra los turcos. Los hermanos serbios Vukašin Mrnjavčević y Jovan Uglješa respectivamente el rey de Prilep y el Déspota de Serres (Grecia), se reunió un numeroso ejército cristiano con el objetivo de detener a los invasores musulmanes. Ugljesa, cuyas tierras estaban rodeadas por territorio otomano al este, se dio cuenta de la amenaza y, sin éxito, hizo un llamamiento a los estados serbios y búlgaros en busca de ayuda. Gobernando sobre población serbia-griego-búlgara mixta, los dos hermanos partieron hacia el este con una fuerza de veinte a setenta mil hombres étnicamente diversa. Considerablemente menos numerosas que las tropas lideradas por Lala Shahin Pasha, atacaron a las fuerzas de los Balcanes por la noche del 26 de septiembre en el acampado junto al pueblo de Chernomen en la parte baja del valle del río Maritsa. Todo el ejército se retrasó y Vukasin y Ugljesa perecieron junto con gran parte de sus fuerzas.
Inmediatamente después de la batalla los ejércitos de Murad I embarcaron en otra campaña invadiendo el norte de Tracia y obligando al joven Iván Shishman a retirarse al norte de las Montañas de los Balcanes. Una serie de fortalezas cayeron, aunque después de prolongados y feroces asedios:la ciudad de diampol por ejemplo, combatió contra las fuerzas de Timurtash durante meses aunque se vio obligado a renunciar debido a la escasez de alimentos. Uno de los Voivoda de Iván Shishman, Shishkin, fue muerto en una batalla en las faldas meridionales de las montañas de los Balcanes facilitando aún más la conquista otomana de las Montañas Ródope, Kostenets, Ihtiman,y Samokov. Después de un sangriento asedio capturaron Bitola en el suroeste y pronto invadieron el Valle de Sofía. En 1373 Iván Shishman se vio obligado a negociar un tratado de paz humillante: se convirtió en un vasallo de los otomanos fortaleciendo la unión con un matrimonio entre Murad y la hermana de Shishman Kera Tamara. Para compensarlo, los otomanos devolvieron algunas de las tierras conquistadas, incluyendo Ihtiman y Samokov.
Entre 1371 y 1373 los otomanos surgieron como un poder considerable en los Balcanes. Ellos gobernaban sobre toda Tracia y se habían apoderado de las tierras de Ugljesa en Macedonia Oriental y lograron subordinar al hijo de Vukasin Marko Mrnjavčević y a Iván Shishman que se convirtieron en sus vasallos.

### La caída de los montes Ródope
Durante el mismo período (1371-1373) los invasores tomaron el control de las montañas Ródope, una montaña salpicada de fortalezas y fuertes bien vigilados. La fortaleza de Rakovitsa (ahora en ruinas) fue sitiada por Daud Pachá y ferozmente defendida por su voivoda Kurt; después de vanos intentos de capturarlo por la fuerza, los turcos aceptaron las negociaciones y los búlgaros se rindieron para mantener su propiedad.
Del mismo modo, la población de Tsepina, una de las fortalezas estratégicas de la Ródope, resistió los ataques otomanos durante nueve meses antes de rendirse a cambio de sus vidas y propiedades después que Daud Pasha cortó los suministros de agua. De la misma manera Stanimaka (Asenovgrad) fue tomada y poco después cayó la fortaleza norteña de las Ródope de Batkun cuyo comandante Georgi murió en el asalto final.
Los otomanos se enfrentaron a una tenaz resistencia en el Ródope interior: áreas centrales fueron invadidas por los ejércitos de Dzhedit Pachá e Ibrahim Pachá. El avanzar a través de la carretera que une Stanimaka y el Monasterio de Bachkovo a lo largo del valle del río Chepelarska, mientras Ibrahim Pasha partió de Plovdiv a través de Parvenets y luego por el valle del río Vacha. La lucha ocurrió en Zarenitsa, Zagrad, Gradishte, Chiltepe y Karakulas (junto a Vacha), Imaretdere y Momina Voda (alturas cercanas a Ardino) entre otros. Especialmente feroz fueron los combates en Momina Voda, donde mataron al prominente general otomano Sarǎ Baba, y en Karakulas donde Enihan Baba pereció.

## Caída de Sofía
Mientras Iván Shishman estaba tratando desesperadamente de resistir la fuerte presión otomana, su hermano Iván Sracimir no solo retuvo ayuda, sino también que trato de hacer uso de las dificultades que su hermano enfrentó para ampliar sus dominios sobre ciertas zonas del Zarato de Tarnovo. Como se señaló la atención de Shishman al sur, Iván Sracimir tomó el control de la importante ciudad de Sofía que fue disputada entre los dos hermanos. Sin embargo por 1373 la ciudad fue de nuevo del Zarato de Tarnovo y es posible que haya habido un conflicto armado entre los dos estados de Bulgaria. El déspota Dobrotitsa también no dio ningún apoyo al emperador en Tarnovo. Él estaba en conflicto con Génova y estuvo involucrado en los asuntos internos del Imperio de Trebisonda tratando de poner en su trono a su hijo.
Después de la calma temporal que siguió después de 1373, en 1380 los otomanos comienzan de nuevo las hostilidades. Con un gran ejército el Sultán Murad se trasladó hacia las regiones del sudoeste del Zarato de Tarnovo con el principal objetivo de aprovechar su centro de Sofía. Después de un choque sangriento en el valle de Zlatitsa los turcos se trasladaron a Sofía y la sitiaron. La ciudad era comandada por el General Yanuka que rechazo todos los ataques otomanos comandados por Lala Shahin Bajá. Por la tarde no pudo continuar el sitio y se vio obligado a retirarse a Odrin donde informó su fracaso al Sultán. Mientras estuvo ausente los turcos lograron infiltrarse en Sofía y lograron convencer al gobernador de la ciudad ban Yanuka salir de la fortaleza para cazar y los turcos lo capturaron y lo enviaron a Lala Shahin que estaba en Plovdiv en ese momento. Desde allí, el comandante Búlgaro fue enviado de vuelta a Sofía y cuando los defensores vieron a su líder capturado entregaron la ciudad a los otomanos (1382).
Los otomanos instalaron una fuerte guarnición y trajeron colonos musulmanes de Asia menor. Al año siguiente cayo Serres. El nuevo éxito otomano no reunió a Iván Shishman e Iván Sracimir. Entre 1383 y 1386 estalló una guerra entre Bulgaria y Valaquia, los Valacos incautaron varios asentamientos a lo largo del Rio Danubio, pero más tarde fueron derrotados y su voivoda Dan I de Valaquia fue asesinado. Iván Sracimir tomo parte en la acción como aliado de los Valacos que profundizo la desconfianza entre los dos hermanos.
Después que los otomanos aseguraran la posesión de los alrededores de Sofía, continuaron su marcha hacia el noroeste. El objetivo principal de Murad fue romper los lazos entre Bulgaria y Serbia, porque a pesar de que Iván Shishman fuera su vasallo, Murad no confiaba en el y sabía que el gobernante Búlgaro estaba esperando una oportunidad apropiada para revelarse. Después de duros combates, en 1386 los turcos se apoderaron de Pirot y Naissus, matando y esclavizando a muchos Búlgaros.

## La campaña de 1388
El avance otomano en la parte central de la península de los Balcanes provocó una ansiedad grave no solo para Iván Shishman sino también en Serbia y Bosnia. El príncipe Serbio Lazar de Serbia y el Rey bosnio Tvrtko I organizaron una coalición anti-otomana y el emperador de Bulgaria se unió a ellos, pero fue incapaz de enviar tropas. En 1387 las fuerzas unidas de los Bosnios y los Serbios derrotaron a los otomanos en la batalla de Pločnik.
Sin embargo, los estados cristianos no hicieron ningún intento de explotar la victoria, la reacción de los turcos no se hizo esperar. En 1388 los otomanos respondieron enviando un ejército de treinta mil soldados bajo el mando del gran visir, Çandarlı Ali Pasha, al norte de los Balcanes donde ocuparon las fortalezas de Ovech, Shumen, Madara y otras ciudades. Debido a la campaña de sorpresa al principio los pueblos y los castillos fueron incapaces de organizar una defensa adecuada, pero después de la conmoción inicial, los búlgaros tomaron precauciones. Cuando el ejército de Ali Pachá sitiaba Varna, los defensores resistieron con rigidez y los turcos se vieron obligados a abandonar el asedio y marchar hacia el norte.
En Tutrakan los ciudadanos permitieron a los turcos instalar una pequeña guarnición, pero luego mataron a los soldados turcos y se prepararon para el asedio. Ali Pachá inmediatamente quemó todos los campos de los alrededores de modo que todo el pueblo murió de hambre y tuvo que rendirse. Después de este éxito avanzaron hacia el oeste hacia Nicópolis, una de las fortalezas búlgaras más fuertes a lo largo del Danubio. La defensa fue organizada por Iván Shishman que estaba en la ciudad. Aunque los otomanos tenían cerca de 30.000 hombres no pudieron tomarla y Ali Pasha tubo que pedir refuerzos al sultán Murad. Según Seadeddin el sultán marchó a Nikopol con un enorme ejército firmemente decidido a tomar la ciudad a toda costa. Iván Shishman enfrentó al nuevo enemigo pero tuvo que buscar una tregua. Murad estuvo de acuerdo y los búlgaros salvaron Nikopol, pero se vieron obligados a ceder otra fortaleza clave del Danubio, Dorostolon. Sin embargo, cuando Ali Pasha llegó a Silistra, los búlgaros se negaron a entregar la ciudad. Murad sitia Nikopol por segunda vez y esta vez Ivan Shishman acepta las condiciones de los otomanos y una guarnición turca se instala en Silistra.
Como resultado de la campaña los turcos tomaron la mayor parte del este de Bulgaria incluyendo varias ciudades clave. Ahora la autoridad de Ivan Shishman se redujo a las tierras al oeste de la capital Tarnovo y varios castillos a lo largo del Danubio. Al este los búlgaros mantuvieron Varna y la capital del Despotado de Dobruja, Kaliakra. Probablemente en ese momento Iván Sracimir se convirtió en vasallo otomano.

## Conquista final
Como resultado del éxito otomano en 1388 y de los cambios en el equilibrio de poder en la región, el zar tuvo que convertirse en vasallo de los otomanos, aceptando una guarnición turca en Vidin. Iván permaneció impasible mientras los otomanos destruían lo que restaba del dominio de Shishman. Tarnovo cayó en 1393 y Shishman murió en 1395. En 1396, Sracimir se unió a una cruzada cristiana organizada por el rey Segismundo de Hungría. Cuando el ejército aliado alcanzó Vidin, el monarca búlgaro abrió sus puertas y entregó a la guarnición turca. Los turcos de la guarnición de Oryahovo trataron de resistir, pero los búlgaros lograron capturar la fortaleza. Sin embargo, el ejército cristiano sufrió una dura derrota el 25 de septiembre en la batalla de Nicópolis y el victorioso sultán otomano Bayezid I marchó inmediatamente a Vidin y tomó la ciudad a finales de 1396 o principios de 1397. Sracimir fue capturado y encarcelado en la capital otomana, Bursa, donde fue probablemente estrangulado en 1397 o 1398.
Algunos historiadores búlgaros suponen que el territorio de Vidin, o al menos algunas partes de él, pueden haber permanecido bajo el gobierno del hijo de Stracimir, Constantino II, hasta su muerte en 1422. Junto con su primo Fruzhin, un hijo de Iván  Shishman, Constantino II aprovechó el Interregno otomano para alzarse en una Rebelión anti-otomana en el noroeste de Bulgaria. Constantino II también se alió con el déspota serbio Stefan Lazarevic y el voivoda de Valaquia Mircea I. La rebelión anti-otomana duró media década (1408-1413) y se extendió a gran parte de Bulgaria hasta que los rebeldes fueron derrotados por el sultán otomano Musa.